# ア・トレジャー
| 専門評論家によるレビュー | 専門評論家によるレビュー |
| レビュー・スコア         | レビュー・スコア         |
| 出典                     | 評価                     |
| ------------------------ | ------------------------ |
| Allmusic                 | [ 1 ]                    |
| Robert Christgau         | A−                       |
| Pitchfork                | 7.3/10                   |
| Rolling Stone            | [ 4 ]                    |

『ア・トレジャー』（A Treasure）は、カナダ／アメリカのミュージシャン、ニール・ヤングが1984年から1985年にかけて行ったインターナショナル・ハーヴェスターズとの全米ツアーの模様を収録した、2011年6月14日リリースのライヴ・アルバム。このアルバムは、ヤングのアーカイヴス・パフォーマンス・シリーズの第9弾であり、6枚目のリリースとなる。

## 背景
このアルバムは、後にヤングが最初の『オールド・ウェイズ』と呼ぶカントリー・ミュージックのアルバムをレコーディングした後のツアーから生まれた。80年代初期から中期にかけて、ヤングはさまざまなジャンルの音楽を演奏した。彼のバック・バンドである 「インターナショナル・ハーヴェスターズ」は、ナッシュヴィル出身のプロのカントリー・ミュージシャンで構成され、そのうちの何人かは、彼のロックンロール・アルバム『エヴリバディズ・ロッキン』でも演奏していた（「ザ・ショッキング・ピンクス 」として）。このアルバムには、ヤングの古い曲とオールド・ウェイズの新しい曲が収録されている。未発表曲が5曲（トラック1、5、8、11、12）収録されている。
ヤングによれば、アルバム名はベン・キースに由来する。「このテイクを25年間聴いていなかったんだけど、発掘したときに共同プロデューサーのベン・キースが『これは宝物だ』って言ってくれたんだ」。

## 収録曲
明記されているものを除き、全曲ニール・ヤング作詞作曲。
1. "Amber Jean" – 3:17
  - Recorded for Nashville Now TV, Nashville, 9/20/1984.
2. "Are You Ready for the Country?" – 3:39
  - Recorded at Riverbend Music Center, Cincinnati, 9/21/1984.
3. "It Might Have Been" (Ronnie Green, Harriet Kane) – 2:43
  - Recorded for Austin City Limits TV, Austin, 9/25/1984.
4. "Bound for Glory" – 5:59
  - Recorded at Gilleys Rodeo Arena, Pasadena, TX, 9/29/1984.
5. "Let Your Fingers Do the Walking" – 3:03
  - Recorded at Universal Amphitheater, Universal City, CA, 10/22/1984.
6. "Flying on the Ground Is Wrong" – 4:48
  - Recorded at Greek Theater, Berkeley, CA, 10/26/1984.
7. "Motor City" – 3:22
  - Recorded at Greek Theater, Berkeley, CA, 10/26/1984.
8. "Soul of a Woman" – 4:28
  - Recorded at Greek Theater, Berkeley, CA, 10/26/1984.
9. "Get Back to the Country" – 2:31
  - Recorded at Greek Theater, Berkeley, CA, 10/26/1984.
10. "Southern Pacific" – 7:53
  - Recorded at Minnesota State Fair, St. Paul, 9/1/1985.
11. "Nothing Is Perfect" – 5:02
  - Recorded at Minnesota State Fair, St. Paul, 9/1/1985.
12. "Grey Riders" – 5:58
  - Recorded at Pier 84, New York, 9/10/1985.

## 参加メンバー
- ニール・ヤング - ギター、ヴォーカル
- ベン・"ロング・グレイン"・キース - ペダル・スティール・ギター、ラップ・スライド・ギター、ストリングマン、ヴォーカル アンソニー・クロフォード - ギター、バンジョー、ヴォーカル
- ルーファス・ティボドー - フィドル
- スプーナー・オールダム - ピアノ
- ティム・ドラモンド - ベース
- カール・T・ヒンメル - ドラム
- ハーガス・"ピッグ"・ロビンス - ピアノ（トラック10、11、12に参加） ジョー・アレン - ベース（トラック10、11、12に参加）
- マトラカ・バーグ＆トレイシー・ネルソン - バック・ヴォーカル（トラック11に参加）

レコーディング・スタッフ
- ティム・マリガン - 録音、ミキシング、マスタリング
- テリー・ファリス（Terry Farris） - 録音、ミキシング（トラック1
- ジェフ・ピーターソン - 録音、ミキシング（トラック3）
- ジョン・ノーランド、ジョエル・バーンスタイン - アーカイブ調査

Blu-ray制作スタッフ
- バーナード・シェイキー（ニール・ヤング） - 演出
- ウィル・ミッチェル - 制作
- エリオット・ラビノヴィッツ - 製作総指揮
- アティカス・カルヴァー・リース - 編集
- クリス・クンツ - グラフィック
- ハンナ・ジョンソン、マーク・フォークナー - 制作補助
- マーシー・ジェンシック - ライセンス
- アンソニー・クロフォード、マーク・ゴリー - 調査
- ヤン・フランツライヒ、ロバート・サンピモン - コンサート映像
- ペギ・ヤング、スティーブ・クロス - 写真撮影